# Rene Tammist
Rene Tammist (ur. 5 lipca 1978 w Tartu) – estoński polityk, w latach 2018–2019 minister.

## Życiorys
W 2001 ukończył studia licencjackie z administracji publicznej na Uniwersytecie w Tartu, w 2004 uzyskał magisterium na University of Manchester. Pracował jako doradca frakcji socjalistycznej w Parlamencie Europejskim. W latach 2007–2009 był członkiem rady nadzorczej koncernu energetycznego Eesti Energia. W 2011 został przewodniczącym estońskiego stowarzyszenia energii odnawialnej. Od 2012 był członkiem rady działającej w UE Agencji ds. Współpracy Organów Regulacji Energetyki.
W sierpniu 2018 z rekomendacji Partii Socjaldemokratycznej został ministrem przedsiębiorczości w rządzie Jüriego Ratasa. Pełnił tę funkcję do kwietnia 2019.